# عرض الزواج (فلم)
عرض الزواج (بالإنجليزية: The Proposal) فيلم رومنسي كوميدي أمريكي تم إنتاجه عام 2009 في سيتكا (ألاسكا).

## القصة
يحكي الفيلم قصة مارغريت ساندرا بولوك وهي مديرة صارمة لدار نشر تكون على وشك ان تخسر إقامتها في الولايات المتحدة مما يجبرها على الزواج من أحد موظفيها وهو رايان رينولدز ولإقناع لجنة الهجرة انها تزوجته عن حب لا لتأخذ الجنسية تضطر للذهاب معه في شهر عسل إلى ألاسكا وكذلك لتتعرف على أسرته وهناك يجب ان يبدوان كزوجين سعيدين ليبدأا تمثيلية امام عائلته ممزوجة بالكوميديا والرومنسية

## طاقم التمثيل
- رايان رينولدز
- ساندرا بولوك
- ماري ستينبرجن
- بيتي وايت
- مالين أكرمان

## وصلات خارجية
- الموقع الرسمي
- مقالات تستعمل روابط فنية بلا صلة مع ويكي بيانات